# Marija Ancyfierowa
Marija Ancyfierowa (ros. Мария Анциферова; 18 lutego 1988 w Leningradzie) – rosyjska wioślarka.

## Osiągnięcia
- Mistrzostwa Świata U-23 – Račice 2009 – czwórka podwójna – 7. miejsce[1].
- Mistrzostwa Świata U-23 – Brześć 2010 – czwórka podwójna – 2. miejsce[1].
- Mistrzostwa Europy – Montemor-o-Velho 2010 – czwórka podwójna – 6. miejsce[1].